# Radomir Savić
Radomir Savić (Ilijaš, 15 febbraio 1956) è un ex calciatore jugoslavo, di ruolo attaccante.

## Palmarès

### Club
- Campionato jugoslavo: 2

Stella Rossa: 1979-1980, 1980-1981
- Coppa di Jugoslavia: 1

Stella Rossa: 1981-1982

### Nazionale
- Campionato d'Europa Under-21: 1

1978

### Individuale
- Capocannoniere della Prva Liga: 1

1977-1978 (21 gol)